# استینسون ریلاینت
استینسون ریلاینت (به انگلیسی: Stinson_Reliant) یک هواگرد ملخ‌پیشین تک‌موتوره از نوع Liaison and training monoplane ساخت شرکت Stinson Aircraft Company است. هواگرد استینسون ریلاینت نخستین پروازش را در ۱۹۳۳ میلادی انجام داد. در مجموع، تعداد ۱۳۲۷ فروند از این هواگرد ساخته شده‌است.